# Dubidze
Dubidze (prononciation [duˈbid͡zɛ]) est un village de la gmina de Nowa Brzeźnica, du powiat de Pajęczno, dans la voïvodie de Łódź, situé dans le centre de la Pologne.
Il se situe à environ 4 kilomètres au nord-ouest de Nowa Brzeźnica (siège de la gmina), 12 kilomètres au sud-est de Pajęczno (siège du powiat) et 79 kilomètres au sud de Łódź (capitale de la voïvodie).
Sa population s'élevait à 712 habitants en 2006.

## Administration
De 1975 à 1998, le village était attaché administrativement à l'ancienne voïvodie de Częstochowa.

Depuis 1999, il fait partie de la nouvelle voïvodie de Łódź.